# 模方程
數學中的模方程（modular equation）是一個滿足模問題下模量（moduli）定義的代数方程。給定一些在模空间中的函數，模方程是一些和這些函數的方程，或是一些在模量下成立的恆等式。
模方程最常見的用法，是指椭圆曲线的模量問題（moduli problem）。此處的模空间是一維的，若在模曲線函數域的任意兩個有理函數F及G，會滿足一個模方程P(F,G) = 0，P是二變數的非零複數多項式 。若選擇了適當的，非退化的F和G，可以用方程P(X,Y) = 0定義模曲線。
就算在最壞的情況下，P也是高階的多項式，其定義的平面曲線會存在奇点，多項式P的係數會是很大的數字。並且很難單純根據P的資訊，找到模量問題的尖點（也就是模曲線上，無法對應一般椭圆曲线，只對應退化型曲線的點）。
在此概念下，模方程（modular equation）會變成「模曲線的方程」（equation of a modular curve）。這類方程最早出現在橢圓函數乘法的理論中（幾何上，是從2-环面到自身的n2-fold覆蓋映射，是由其基礎群上的x → n·x映射所給定的），以複分析的形式來說明。